# 尾崎清明
尾崎 清明（おざき きよあき、1951年（昭和26年）- ）は、日本の鳥類学者、日本鳥学会会長、山階鳥類研究所 副所長。

## 来歴・人物
滋賀県出身。私立近江兄弟社高等学校を経て、東邦大学理学部生物科卒業。2011年より、公益財団法人山階鳥類研究所 副所長を務めている。主に渡り鳥の生態研究（鳥類標識調査）やヤンバルクイナの発見、ツル類の渡り研究に従事し、日中トキ保護事業に協力している。東南アジア諸国で鳥類標識調査研修会を開催や指導も行っている。

## 主な著作
- 『100年ぶりの大事件　新種ヤンバルクイナの発見. 鳥の雑学辞典』（分担執筆）（日本実業出版社、2006年）
- 『絶滅に瀕している沖縄のヤンバルクイナ. 鳥と人間』（分担執筆）（日本放送出版協会、2006年）
- 『人工衛星で渡りの追跡. 保全鳥類学』（分担執筆）（京都大学学術出版会、2007年）
- 『ヤンバルクイナ. 野生動物保護の事典』（分担執筆）（朝倉書店、2010年）